# Светско првенство у атлетици у дворани 2014 — скок удаљ за жене
Скок удаљ у женској конкуренцији на Светском првенству у атлетици у дворани 2014. одржано је 8. и 9. марта у Ерго Арени у Сопоту (Пољска).
Титулу освојену у Истанбулу 2012, није бранила Бритни Рис из САД.

## Земље учеснице
Учествовало је 14 такмичарки из 11 земаља.
1. Белорусија (1)
2. Француска (1)
3. Немачка (1)
4. Уједиње Краљевство (2)
5. Летонија (1)
6. Пољска (1)
7. Русија (1)
8. Србија (1)
9. Шведска (1)
10. Украјина (1)
11. САД (2)

## Освајачи медаља
|                        |                                              |                       |
| Елоаз Лезије Француска | Катарина Џонсон-Томпсон Уједињено Краљевство | Ивана Шпановић Србија |

## Рекорди пре почетка Светског првенства 2014.
Стање 6. март 2014.
| Светски рекорд             | Хајке Дрекслер, Источна Немачка     | 7,37 | Беч, Аустрија      | 13. фебруар 1988. |
| Рекорд светских првенстава | Бритни Рис, Сједињене Државе        | 7,23 | Истанбул, Турска   | 11. март 2012.    |
| Најбољи резултат сезоне    | Светлана Данејева-Бирјукова, Русија | 6,98 | Москва, Русија     | 12. јануар 2014.  |
| Афрички рекорд             | Чиома Аџунва, Нигерија              | 6,97 | Ерфурт, Немачка    | 6. фебруар 1997.  |
| Азијски рекорд             | Јао Вејли, Кина                     | 6,82 | Пекинг, Кина       | 13. март 1992     |
| Североамерички рекорд      | Бритни Рис, Сједињене Државе        | 7,23 | Истанбул, Турска   | 11. март 2012.    |
| Јужноамерички рекорд       | Морен Хига Маги, Бразил             | 6,89 | Валенсија, Шпанија | 9. март 2008.     |
| Европски рекорд            | Хајке Дрекслер, Источна Немачка     | 7,37 | Беч, Аустрија      | 13. фебруар 1988. |
| Океанијски рекорд          | Nicole Boegman, Аустралија          | 6,81 | Барселона, Шпанија | 12. март 1995.    |

### Најбољи резултати у 2014. години
Десет најбољих атлетичарки године у скоку удаљ у дворани пре почетка првенства (6. марта 2014), имале су следећи пласман.
| 1.  | Светлана Данејева-Бирјукова, Русија           | 6,98 | 12. јануар  |
| 2.  | Ивана Шпановић, Србија                        | 6,92 | 22. фебруар |
| 3.  | Елоаз Лезије, Француска                       | 6,86 | 15. фебруар |
| 4.  | Јулија Пидлужна, Русија                       | 6,75 | 19. јануар  |
| =4. | Катарина Џонсон-Томпсон, Уједињено Краљевство | 6,75 | 9. фебруар  |
| 6.  | Тори Полк, Сједињене Државе                   | 6,70 | 22. фебруар |
| 7.  | Олга Кучеренко, Русија                        | 6,69 | 25. јануар  |
| 8.  | Дарија Клишина, Русија                        | 6,68 | 12. јануар  |
| =8. | Надја Кетер, Немачка                          | 6,68 | 26. јануар  |
| =8. | Тереса Добија, Пољска                         | 6,68 | 30. јануар  |
| =8. | Алина Ротару, Румунија                        | 6,68 | 16. фебруар |

Такмичарке чија су имена подебљана учествују на СП 2014.

## Квалификациона норма
| дворана или отворено |
| -------------------- |
| 6,70 м               |

## Сатница
| Датум        | Време | Ниво          |
| ------------ | ----- | ------------- |
| 8. март 2014 | 12:15 | Квалификације |
| 9. март 2014 | 15:05 | Финале        |

## Стартна листа
Табела представља листу такмичарки у скоку удаљ са њиховим најбољим резултатом у сезони 2014, личним рекордом и националним рекордом земље коју представљају (пре почетка првенства).
|     | СБр | Атлетичарка                                   | ЛРС  | ЛРд  | НРд  |
| --- | --- | --------------------------------------------- | ---- | ---- | ---- |
| 1.  | 675 | Шара Проктор, Уједињено Краљевство            | 6,59 | 6,89 | 6,89 |
| 2.  | 798 | Дарија Клишина, Русија                        | 6,68 | 7,01 | 7,30 |
| 3.  | 731 | Лаума Грива, Летонија                         | —    | 6,53 | 6,78 |
| 4.  | 659 | Елоаз Лезије, Француска                       | 6,86 | 6,90 | 6,90 |
| 5.  | 693 | Состен Могенара, Немачка                      | 6,61 | 6,75 | 7,37 |
| 6.  | 617 | Волга Сударава, Белорусија                    | 6,66 | 6,73 | 7,01 |
| 7.  | 837 | Ана Корнута, Украјина                         | 6,53 | 6,53 | 7,20 |
| 8.  | 827 | Ерика Јардер, Шведска                         | 6,57 | 6,71 | 6,92 |
| 9.  | 611 | Тори Боуи, САД                                | 6,95 | 6,95 | 7,23 |
| 10. | 669 | Катарина Џонсон-Томпсон, Уједињено Краљевство | 6,75 | 6,75 | 6,89 |
| 11. | 869 | Тори Полк, САД                                | 6,70 | 6,70 | 7,23 |
| 12. | 822 | Ивана Шпановић, Србија                        | 6,92 | 6,92 | 6,92 |
| 13. | 765 | Тереса Добија, Пољска                         | 6,68 | 6,68 | 6,74 |

## Резултати

### Квалификације
Норма за улазак у финале била је 6,70 м. Норму су прескочиле две такмичарке (КВ), а шест се квалификовало према постигнутом резултату (кв)
| Поз. | Атлетичарка             | Земља                | 1.   | 2.   | 3.   | Резултат | Нап.    |
| ---- | ----------------------- | -------------------- | ---- | ---- | ---- | -------- | ------- |
| 1    | Ивана Шпановић          | Србија               | 6,77 |      |      | 6,77     | КВ      |
| 2    | Дарија Клишина          | Русија               | 6,76 |      |      | 6,76     | КВ, ЛРС |
| 3    | Шара Проктор            | Уједињено Краљевство | 6,41 | 6,69 | —    | 6,69     | кв, ЛРС |
| 4    | Елоаз Лезије            | Француска            | х    | 6,59 | 6,63 | 6,63     | кв      |
| 5    | Тереса Добија           | Пољска               | 6,62 | х    | —    | 6,62     | кв      |
| 6    | Катарина Џонсон-Томпсон | Уједињено Краљевство | 6,55 | 6,55 | 6,60 | 6,60     | кв      |
| 7    | Тори Полк               | САД                  | 6,53 | 6,49 | —    | 6.53     | кв      |
| 8    | Ерика Јардер            | Шведска              | 6,35 | 6,40 | 6,50 | 6,50     | кв      |
| 9    | Волга Сударава          | Белорусија           | 6,41 | 6,47 | 6,34 | 6,47     |         |
| 10   | Состен Могенара         | Немачка              | 6,44 | х    | х    | 6,44     |         |
| 11   | Ана Корнута             | Украјина             | 6,35 | 6,25 | х    | 6,35     |         |
| 12   | Лаума Грива             | Летонија             | х    | 6,29 | 6,17 | 6,29     |         |
| 13   | Тори Боуи               | САД                  | 6,05 | —    | 6,12 | 6,12     |         |

### Финале
Све финалисткиње су извеле по 6 скокова.
| Место | Атлетичарка             | Земља                | 1.   | 2.   | 3.   | 4.   | 5.   | 6.   | Резултат | Белешка |
| ----- | ----------------------- | -------------------- | ---- | ---- | ---- | ---- | ---- | ---- | -------- | ------- |
|       | Елоаз Лезије            | Француска            | 6,72 | х    | 6,74 | 6,85 | х    | 6,70 | 6,85     |         |
|       | Катарина Џонсон-Томпсон | Уједињено Краљевство | 6,69 | 6,81 | 6,69 | 6,54 | 6,68 | 6,62 | 6,81     | аЛР     |
|       | Ивана Шпановић          | Србија               | 6,68 | 6,64 | 6,71 | 6,68 | 6,64 | 6,77 | 6,77     |         |
| 4     | Шара Проктор            | Уједињено Краљевство | 6,68 | 6,65 | х    | 6,66 | х    | 6,46 | 6,68     |         |
| 5     | Тори Полк               | САД                  | 6,47 | 6,32 | 6,61 | 6,44 | 6,47 | х    | 6,61     |         |
| 6     | Тереса Добија           | Пољска               | х    | 6,52 | 6,47 | х    | 6,40 | 6,48 | 6,52     |         |
| 7     | Дарија Клишина          | Русија               | 6.46 | х    | 6,38 | 6,10 | х    | 6,51 | 6,51     |         |
| 8     | Ерика Јардер            | Шведска              | 6,36 | х    | х    | 6,26 | 6,08 | х    | 6,36     |         |